# William Phelps Eno

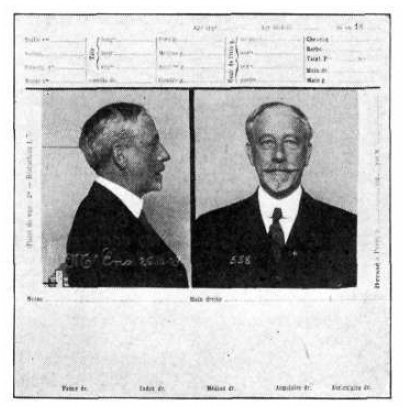
La licencia del conductor honorario para William Phelps Eno, emitido por A. Bertillon, Préfecture de Policía, Nancy, Francia, 1912

William Phelps Eno (3 de junio de 1858 - 3 de diciembre de 1945) fue un hombre de negocios norteamericano considerado por muchos como el responsable de las innovaciones más tempranas en seguridad vial y control del tráfico. A veces se lo conoce como el "Padre de la seguridad vial" pese a que nunca aprendió a conducir.
Entre las innovaciones atribuidas a Eno figuran los controles de tráfico, la señal de detención obligatoria, el cruce peatonal, la rotonda, las calles de un solo sentido, el punto de taxis, e islas de seguridad peatonal. Su plan de tráfico rotativo fue puesto en práctica en Columbus Circle , en la ciudad de Nueva York, en 1905, en el Arc de Triomphe en París, 1907, en Piccadilly Circus en 1926, y en el Rond Punto en Champs-Élysées en 1927.
Eno Nació en la ciudad de Nueva York, fue el hijo más joven de Amos R. Eno y su esposa, Lucy Jane Phelps, hija de Elisha Phelps. Asistió a la Escuela Hopkins  de Gramática en New Haven y a la  Academia Williston, se graduó de la Universidad de Yale  en 1882, donde fue miembro  de Cráneo y Huesos.: 9   Eno murió  de bronconeumonía, y fue enterrado en Cementerio de Centro, Simsbury en Connecticut.

### Controles de tráfico

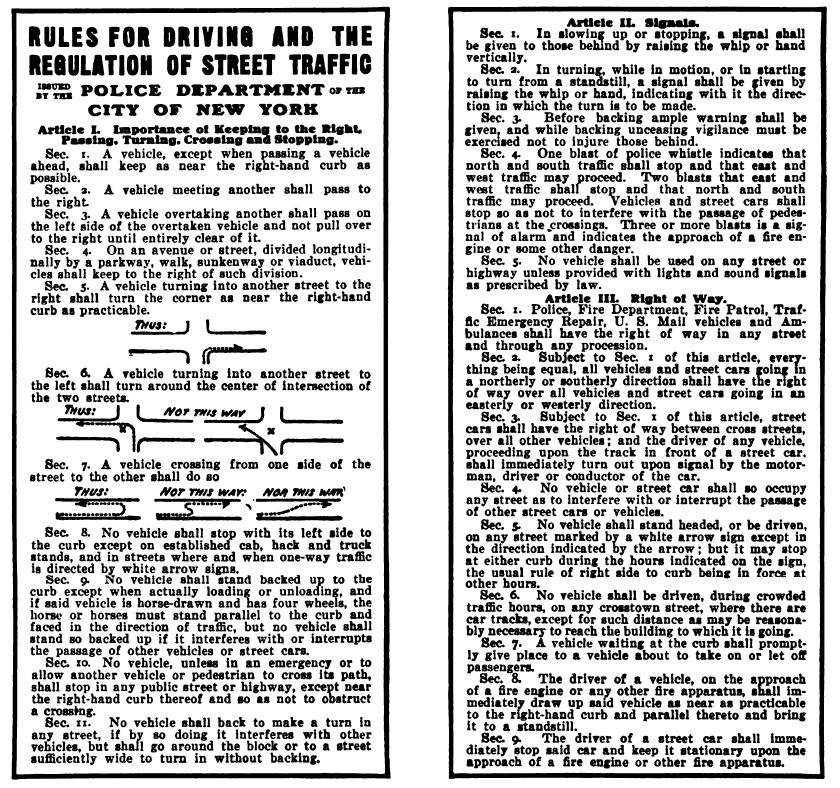
Controles de tráfico primero redactados por Eno, cuando emitidos por Ciudad de Nueva York encima febrero 8, 1909

Aunque los automóviles eran raros que Eno fue un hombre de edad, las carretas de caballos  ya causaban problemas de tráfico significativo en áreas urbanas como en la ciudad natal de Eno: Nueva York. En 1867, en la edad de 9, él y su madre estuvieron atrapados en una congestión de tráfico. Más tarde escribía, "Esa primera congestión vial (muchos los años antes de que los coches motorizados fueran usuales) siempre quedará en mi memoria. Había sólo pocos más que  docena de caballos y carretas implicados, y todo los que se necesitaba era un poco de orden para mantener el tráfico fluyendo. Aun así nadie supo exactamente qué hacer; ni los conductores ni la policía supieron hacer algo sobre el control de tráfico." Como se informa en 1909:
El control de tráfico vial era desconocido en Nueva York hasta el año 1900, y a pesar de que el número de transportes, automóviles, vagones de entrega, los camiones y otros vehículos era mucho más reducido que en la actualidad, los atascos eran frecuentes en la ciudad. A menudo la mayor parte de la jornada se invertía en transportar mercadería  de un destino a otro, especialmente en los distritos de compra céntricos, mientras los costos eran proporcionales al tiempo consumido. Las peleas entre policías, conductores y hombres-taxi eran habituales, y  sea solo por recurrir al "palo de noche" que en muchos bloqueos de casos podrían ser aclarados fuera. No había ninguna agencia de tráfico vial, ningún equipo de tráfico y ningún agente empleado en la calle para mantener los vehículos circulando.
Estas condiciones provocaron muchas quejas y críticas en privado y en público, pero no se hizo nada para corregir la situación hasta que William Phelps Eno, un ciudadano con espíritu público  quién pasaba sus inviernos en Washington, se comprometió a lograr un cambio. Eno afirmaba que para cumplir cualquier cosa interesante eran necesarias tres cosas:
1. Tener reglas concisas, sencillas y justas, fácilmente entendibles, obedecibles y aplicables bajo acciones legales.
2. Estas reglas tienen que ser tan conocidas y circuladas que no pueda haber ninguna excusa para no conocerlas.
3. La policía tiene que ser facultada y ordenada para aplicarlas, y los hombres tendrían que ser entrenados para aquel propósito.
En 1900, Eno escribió una pieza sobre seguridad vial titulada  Reforma en Nuestro Tráfico Vial Urgentemente Necesaria. En 1903, escribió un código de tráfico de la ciudad para Nueva York, el primero como tal que existió en el mundo, y posteriormente diseñó planes de tráfico para Nueva York, Londres, y París.

### Rotaries (Círculos de tráfico)

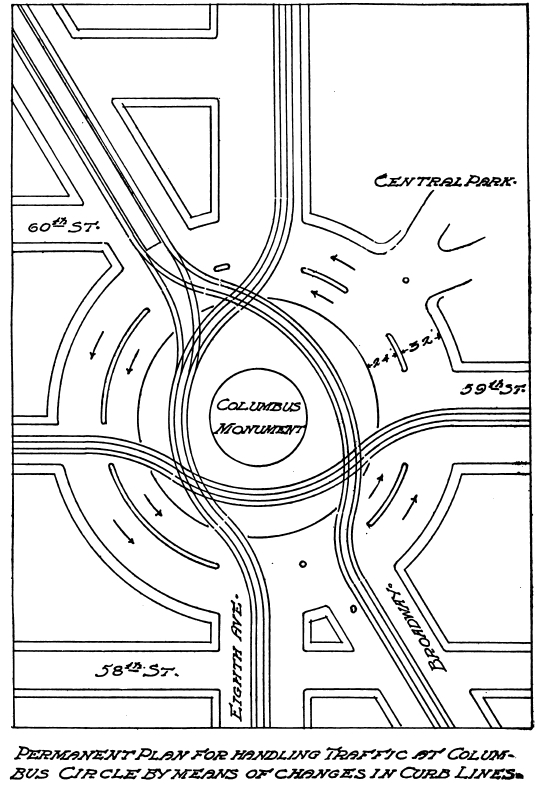
Colón Círculo plan rotativo en Eno Control de Tráfico de la Calle, 1909

Durante aquel año , Eno propuso la primera versión de lo que hoy es conocido como rotondas o círculos de tráfico, que denominó "sistema de tráfico rotativo o giratorio ". En su libro de  1920 , Eno recordó que "en 1903, el Departamento de Policía de la Nueva York preguntó qué plan podía ser propuesto para el Columbus Circle, donde los accidentes ocurrían casi diariamente. Aconsejó que los vehículos se tendrían que mantener a la derecha, yendo alrededor del círculo en una sola dirección en vez de dos. En 1905, el plan fue puesto en operación. En 1907, el sistema fue puesto en operación en el Arc de Triomphe de París, pero si debido a la sugerencia se les envió desde Nueva York o no, no es claro." Su libro de 1909, Control del tráfico vial, contiene un esquema de la rotonda de Columbus Circle. La señal de pare tiene 8 lados. 

### Calles de 1 sentido
Eno también parece haber introducido el uso de calles de un solo sentido, como registra en La Ciencia de Control de Tráfico de Carretera 1899-1920, en la página 39: «En el consejo del autor, Tráfico de un sentido fue puesto en vigor en unas cuantas calles en Nueva York en la primavera de 1908; en Boston en el otoño del mismo año; en París en 1909, donde  desde entonces ha sido muy extendido, y en Buenos Aires en 1910. Actualmente es utilizado en muchas ciudades alrededor el mundo».

## Reconocimiento y honores
En 1921 Eno creó la  Fundación Eno para Control de Tráfico de Carreteras en Westport, Connecticut, hoy conocido como el Centro Eno para Transporte. La Fundación es una organización sin ánimo de lucro  con la misión de mejorar la política de transporte y liderazgo. Su oficina de Westport  ha sido renombrada como el  Centro Conmemorativo William Phelps Eno en la  Biblioteca Libre Simsbury en Simsbury, Connecticut.
A Eno le fue otorgada la cruz de la Legión de Honor por el gobierno francés, y fue uno de los primeros miembros honorarios del  Instituto de Ingenieros de Transporte. Fue miembro  del Club de Yates de Nueva York y el primer dueño del yate de vapor <i id="mwXA">Aquilo</i>, construido en Boston en 1901.

## Escritos
- Control de Tráfico de la calle, El Jinete y el conductor que Publica Compañía, 1909
- La Ciencia de Control de Tráfico de la Carretera 1899-1920, 1920
- Fundamentals De Control de Tráfico de la Carretera, 1926
- Simplificación de Tráfico de Carretera, 1929
- Delito, Un Nacional Disgrace, 1938
- La Historia de Control de Tráfico de la Carretera 1899-1939, 1939
- El Problema de Aparcamiento, 1942

## Lectura relacionadas
- John Un. Montgomery, Eno — El Hombre y la Fundación: Una Crónica de Transporte, 1988